# 安迪·施莱克

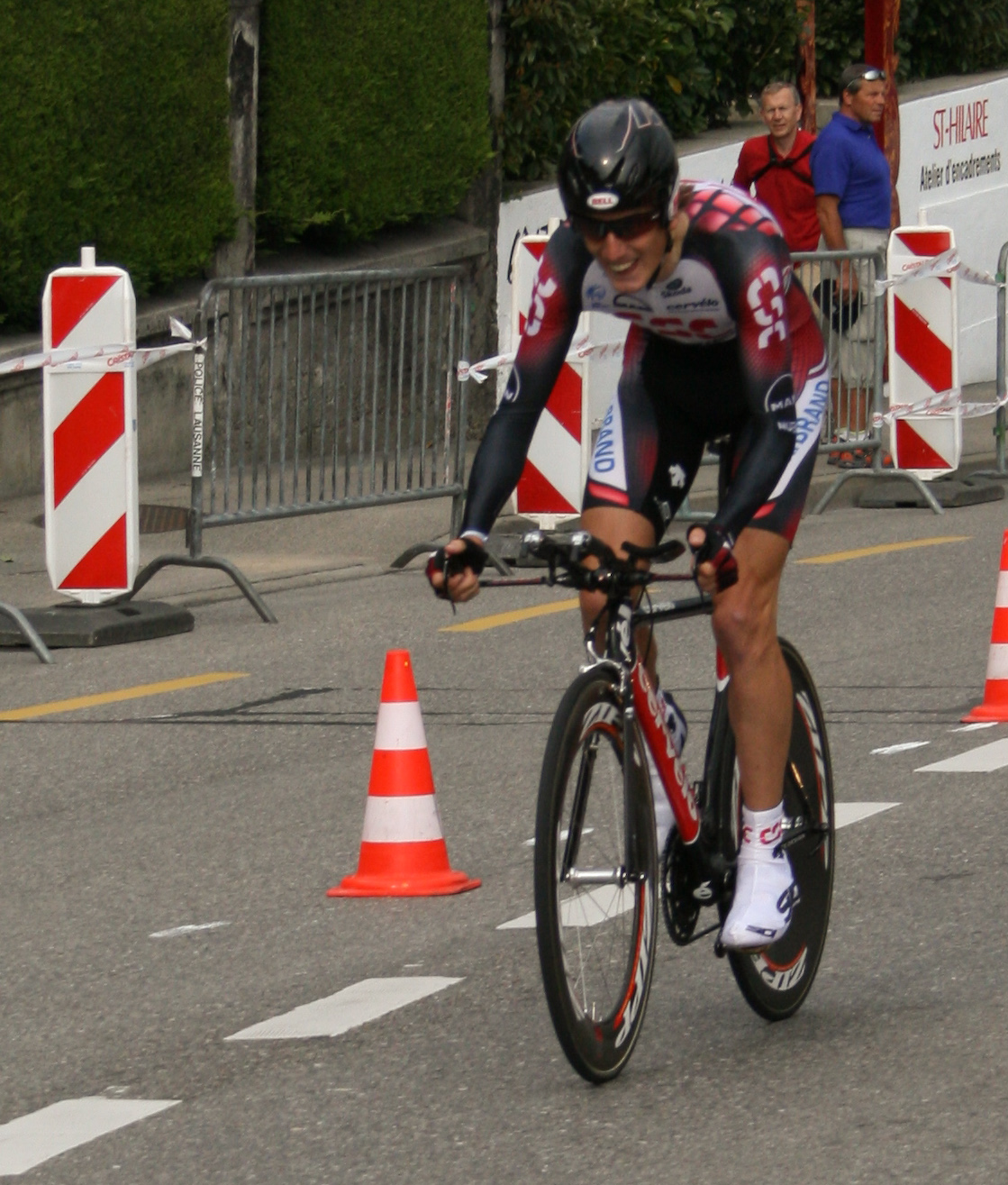
安迪·施莱克

安迪·施莱克（Andy Schleck，1985年6月10日—），是位卢森堡職業自行车公路車選手，從2005年起在UCI職業車賽中效力於CSC Saxo Bank車隊。安迪‧施萊克與哥哥法蘭克（Fränk Schleck）一同效力於CSC車隊。他們的父親強尼·施萊克（Johnny Schleck）也是位公路車選手，在1965至1974年間曾多次參與環法及環西班牙大賽。
他在2012年「意外」獲得2010年的環法冠軍，因為西班牙選手阿尔伯托·康塔多被查出使用禁藥。